# Entomobrya quadrilineata
Entomobrya quadrilineata är en urinsektsart som beskrevs av Bueker 1939. Entomobrya quadrilineata ingår i släktet Entomobrya och familjen brokhoppstjärtar. Inga underarter finns listade i Catalogue of Life.